# Heart to Heart 5years 少年隊…そして1991
『Heart to Heart 5years 少年隊…そして1991』（ハート・トゥ・ハート・ファイブ・イヤーズ・しょうねんたい…そしていちきゅうきゅういち）は1990年12月23日にワーナー・パイオニアからリリースされた少年隊の4枚目となるオリジナル・アルバム。

## 収録曲
1. 衛星の街
  - 作詞：佐藤大　作曲：野崎昌利
2. Christmasまで帰らない
  - 作詞：あさくらせいら　作曲：崎谷健次郎
3. 君がいたから
  - 作詞：帆苅伸子　作曲：河原利彦
4. NO ジャンル KISS
  - 作詞：佐藤大　作曲：南木直樹
5. SWINGING LIPS
  - 作詞：風堂美起　作曲：羽田一郎
  - 錦織一清 ソロ曲
6. 氷の国
  - 作詞：枯堂夏子　作曲：西司
  - 植草克秀 ソロ曲
7. どうなってもいい
  - 作詞：松井五郎　作曲：荒木真樹彦
  - 東山紀之 ソロ曲
8. LEFT-HANDED DANCE
  - 作詞：青木久美子　作曲：林田健司
  - 錦織 メインボーカル曲
9. 可愛いKiss、哀しいKiss
  - 作詞：小倉めぐみ　作曲：長岡成貢
  - 東山 メインボーカル曲
10. WORKING WOMAN
  - 作詞：枯堂夏子　作曲：西司
  - 植草 メインボーカル曲
11. FUNKY FLUSHIN'(L.A.Version)
  - 作詞：吉田美奈子、作曲：山下達郎